# 藍山 (剛果民主共和國)
1°30′N 30°30′E / 1.5°N 30.5°E
藍山是剛果民主共和國的山脈，位於該國東北部伊圖里省，處於首都金夏沙以東1,800公里，東面是艾伯特湖，每年平均降雨量947毫米，最高點海拔高度615米。